# Palhaça
Palhaça is een plaats (freguesia) in de Portugese gemeente Oliveira do Bairro en telt 2330 inwoners (2001).